# Bruna Lombardi
Bruna Patrizia Maria Teresa Romilda Lombardi (San Paolo, 1º agosto 1952) è un'attrice, conduttrice televisiva e poetessa brasiliana.
Appartiene a una nota famiglia di origini italiane.

## Biografia
Brasiliana di San Paolo, Bruna Lombardi è figlia del regista e produttore cinematografico italiano Ugo Lombardi e dell'attrice austriaca Yvonne Sandner. Ha trascorso parte dell'infanzia a Roma, per poi tornare in Brasile all'età di otto anni.
Ha intrapreso la carriera di attrice negli anni settanta, lavorando inizialmente soprattutto nelle telenovelas prodotte da Rede Bandeirantes: in Aritana e Tormento d'amore ha recitato con Carlos Alberto Riccelli, divenuto poi suo marito. In seguito è passata alla Globo, per la quale ha partecipato alle telenovelas Vite rubate e Potere nonché alla miniserie Avenida Paulista. Inoltre ha recitato in una decina di film.
Bruna Lombardi in tv è stata anche conduttrice, ricevendo in particolare ottime critiche per le interviste realizzate nel programma notturno Gente de Expressao (trasmesso da Rede Manchete) dove ha ospitato celebrità di tutto il mondo: tra i tanti nomi si possono menzionare Donald Trump (nel 1992, ventiquattro anni prima che egli diventasse presidente degli USA) , Stevie Wonder, Meryl Streep, David Bowie, Harrison Ford, Mariah Carey, Robert Plant, B. B. King, Mel Brooks, Tom Hanks, Dustin Hoffman, Dennis Hopper, Barbra Streisand, Jean-Claude Van Damme, i Kiss, gli Aerosmith, Camille Paglia, Peter Bogdanovich, Hugh Hefner, Antonio Banderas, Bernard-Henri Lévy, Daniel Cohn-Bendit, Renzo Arbore, Luciano Benetton, Bernardo Bertolucci, Ornella Muti, Ilona Staller.
Si è proposta in campo letterario pubblicando alcuni romanzi e raccolte di versi, per le quali viene annoverata tra i migliori poeti brasiliani del XXI secolo. 
Ha scritto il testo della canzone Sozinho na cidade, interpretata da Caetano Veloso: la musica è stata invece appositamente composta dal marito per uno dei film da lui diretti, O Signo da Cidade, con protagonista la stessa Bruna Lombardi.
Nel 2017 ha ideato la serie tv A Vida Secreta dos Casais, diretta da Riccelli e interpretata da entrambi i coniugi.

## Vita privata
Ha vissuto per diversi anni a Los Angeles con Riccelli e il loro figlio Kim, attore anche lui; i tre in quel periodo hanno proseguito tuttavia la loro attività artistica in Brasile. Attualmente abitano a San Paolo. 
Gestisce il blog Rede Felicidade.

## Omaggi
- Viene citata nella canzone Todas as mulheres do mundo di Rita Lee.

## Filmografia

### Cinema
- A Noite dos Duros (1978)
- O Cangaceiro Trapalhão (1983)
- O Príncipe (2002)
- Stress, Orgasms, and Salvation (2005)
- Brasília 18% (2006)
- O Signo da Cidade (2007)
- Onde Está a Felicidade? (2011)
- Amor em Sampa (2016)

### Televisione
- Sem Lenço, sem Documento (1977)
- Aritana (1978)
- Tormento d'amore - La vera storia del conte Dracula (Un homem muito especial, 1980)
- Avenida Paulista (1982)
- Vite rubate (Louco amor, 1983)
- Diadorim  (Grande Sertão: Veredas, 1985)
- Potere (Roda de fogo, 1986)
- Memórias de um Gigolô (1986)
- De Corpo e Alma (1992)
- O Fim do Mundo (1996)
- Andando nas Nuvens (1999)
- O Quinto dos Infernos (2002)
- Mandrake (2007)
- A Vida Secreta dos Casais (2017)